# Spinomantis tavaratra
A Spinomantis tavaratra  a kétéltűek (Amphibia) osztályába és  a békák (Anura) rendjébe, az aranybékafélék (Mantellidae) családjába tartozó faj. 

## Előfordulása
Madagaszkár endemikus faja. A sziget északkeleti részén, párás esőerdőkben, 650–1300 m-es tengerszint feletti magasságban honos. Nevét is elterjedési helyéről, a malgas tavaratra (észak) szóból alkották.

## Megjelenése
Közepes méretű Spinomantis faj. A hímek mérete 30,5–36 mm, a  nőstényeké 31,6–33,2 mm. Jellegzetessége a háta hátsó részén növő bőrtüskék.

## Természetvédelmi helyzete
A vörös lista a sebezhető fajok között tartja nyilván. Egyetlen védett helyen, a Marojejy Nemzeti Parkban fordul elő.